# Franciszek Szanior
Franciszek Szanior (ur. 6 października 1853 w Warszawie, zm. 5 lutego 1945 w Kamieńsku) – ogrodnik, działający głównie w Warszawie.

## Życiorys
Po ukończeniu Gimnazjum Realnego w Warszawie praktykował w Ogrodzie Pomologicznym (w 1871 roku) i Botanicznym w Warszawie. Studiował w paryskiej Szkole Hodowli Drzew, którą ukończył wraz z Edmundem Jankowskim w 1874 r.
Do roku 1906 główny ogrodnik m.st. Warszawy. W swoich pracach wzorował się na angielskich parkach krajobrazowych. Wraz z Edmundem Jankowskim założył w 1879 roku pierwsze polskie specjalistyczne czasopismo ogrodnicze „Ogrodnik Polski”.
Założył park Ujazdowski (1893–1896) i park Skaryszewski (1905–1922) w Warszawie. Przekształcił Ogród Saski (od 1877) i Ogród Krasińskich (1891–1895) w Warszawie. Zaprojektował tereny zielone toru wyścigów konnych na Służewcu w Warszawie. Założył park w podarowanym Henrykowi Sienkiewiczowi majątku w Oblęgorku. Wraz z Walerianem Kronenbergiem zaprojektował park krajobrazowy przy pałacu Sobańskich w Guzowie. Na przełomie XIX/XX w. nadzorował przebudowę parku pałacowego w Opinogórze. Powiększył, przekształcił i uporządkował na początku XX w. park Miejski w Kaliszu, nadając mu kształt dojrzałego stylu angielskiego. Przekształcił i zmodernizował w 1908 roku parki podjasnogórskie w Częstochowie. Był projektantem dwóch typów charakterystycznych kutych i nitowanych ławek ustawianych w warszawskich parkach i na ulicach.
Założył w roku 1926 Park Miejski im. Marszałka Józefa Piłsudskiego w Ostrowcu Świętokrzyskim. W 1916 zaprojektował park miejski im. H. Sienkiewicza we Włocławku. Założył na początku XX w. 8-hektarowy park w posiadłości Zamoyskich w Jabłoniu.

## Ordery i odznaczenia
- Krzyż Kawalerski Orderu Odrodzenia Polski (11 listopada 1936)[3]

## Galeria

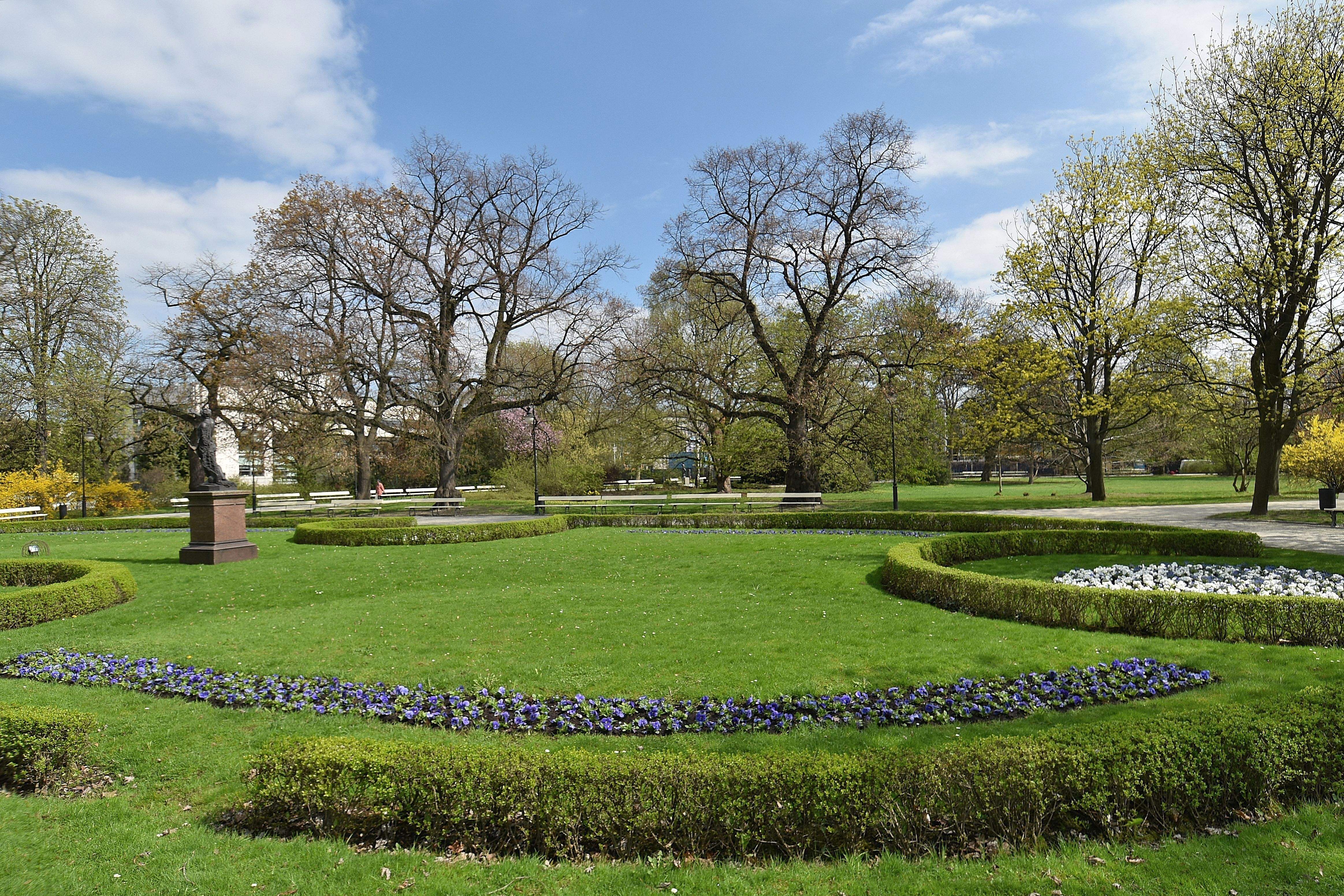
Park Ujazdowski w Warszawie
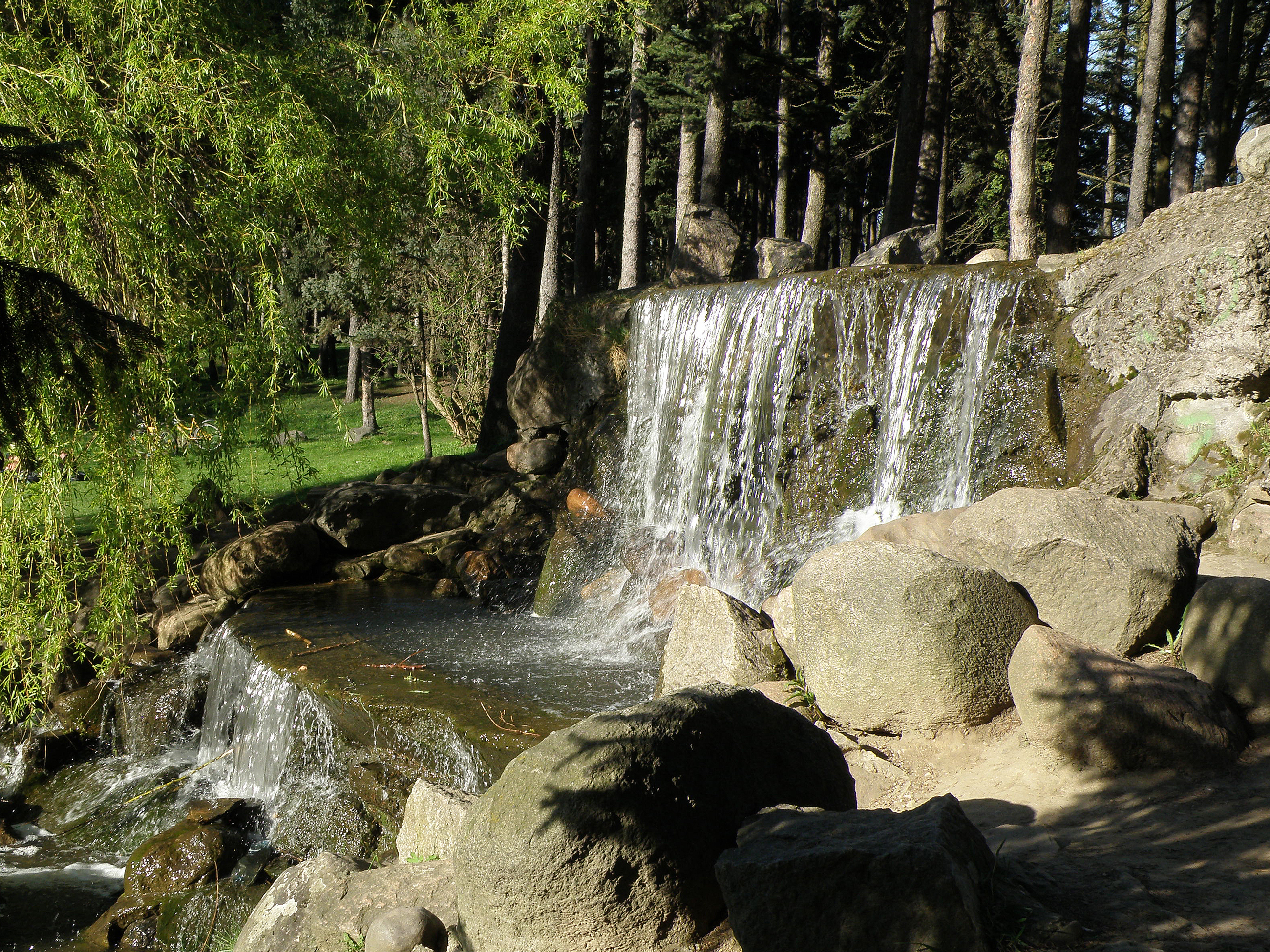
Park Skaryszewski w Warszawie
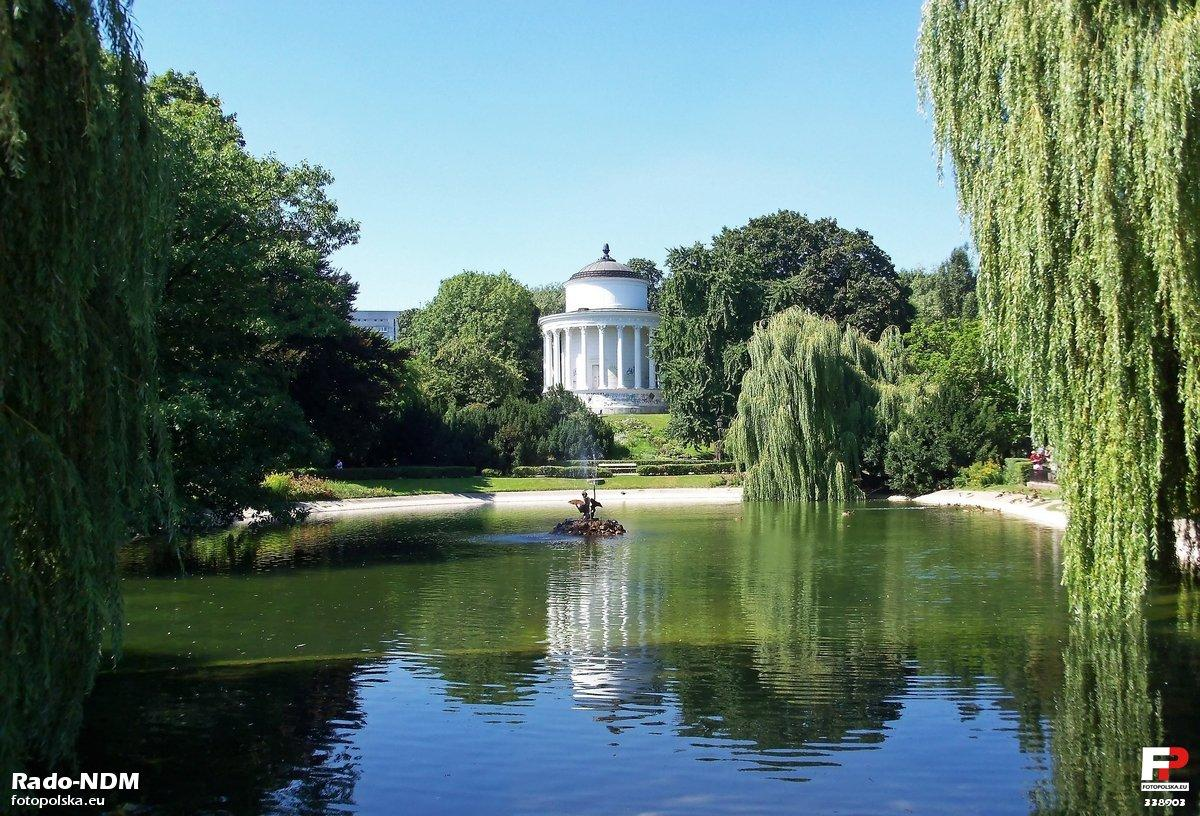
Ogród Saski w Warszawie
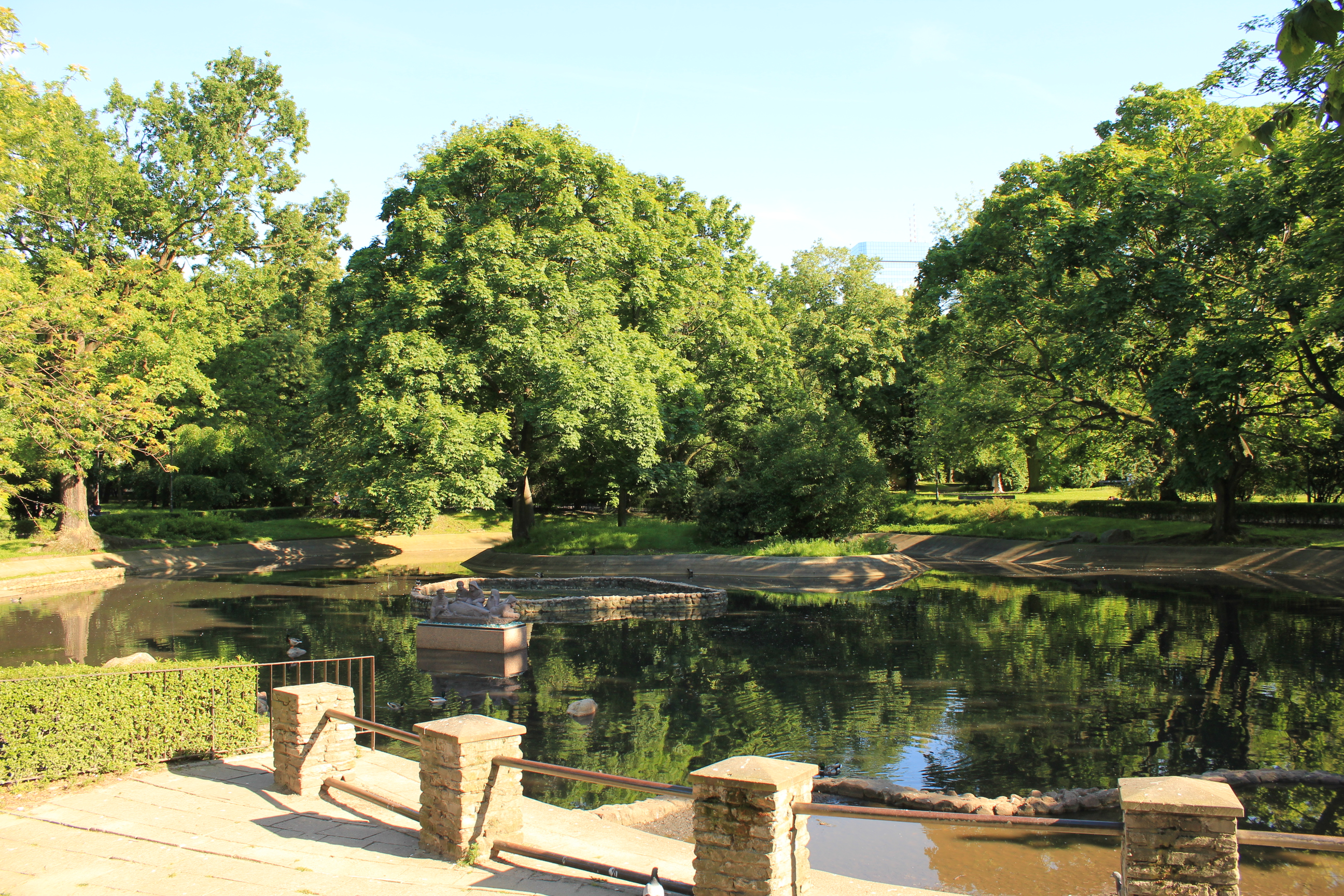
Ogród Krasińskich w Warszawie
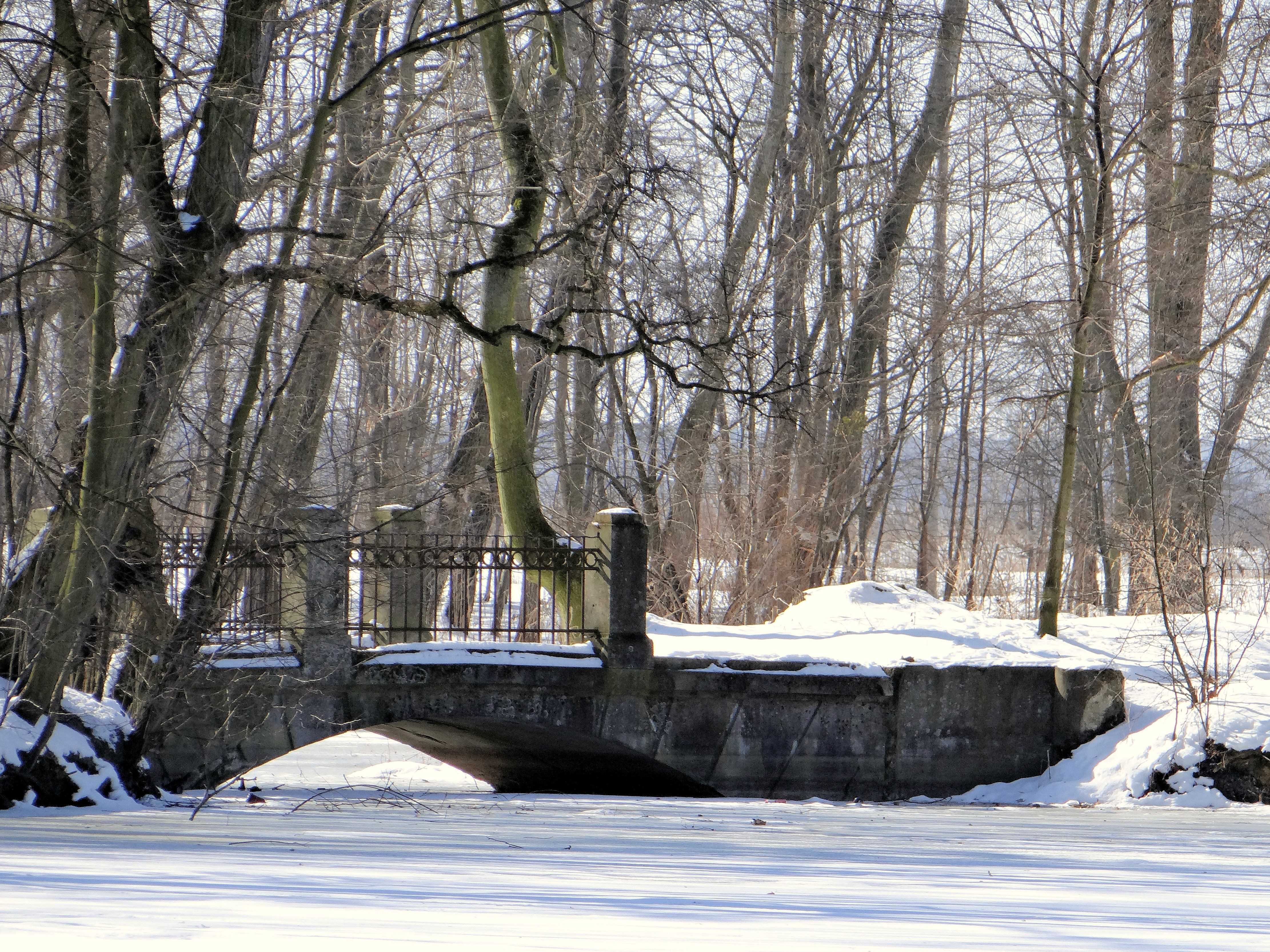
Park pałacowy w Guzowie
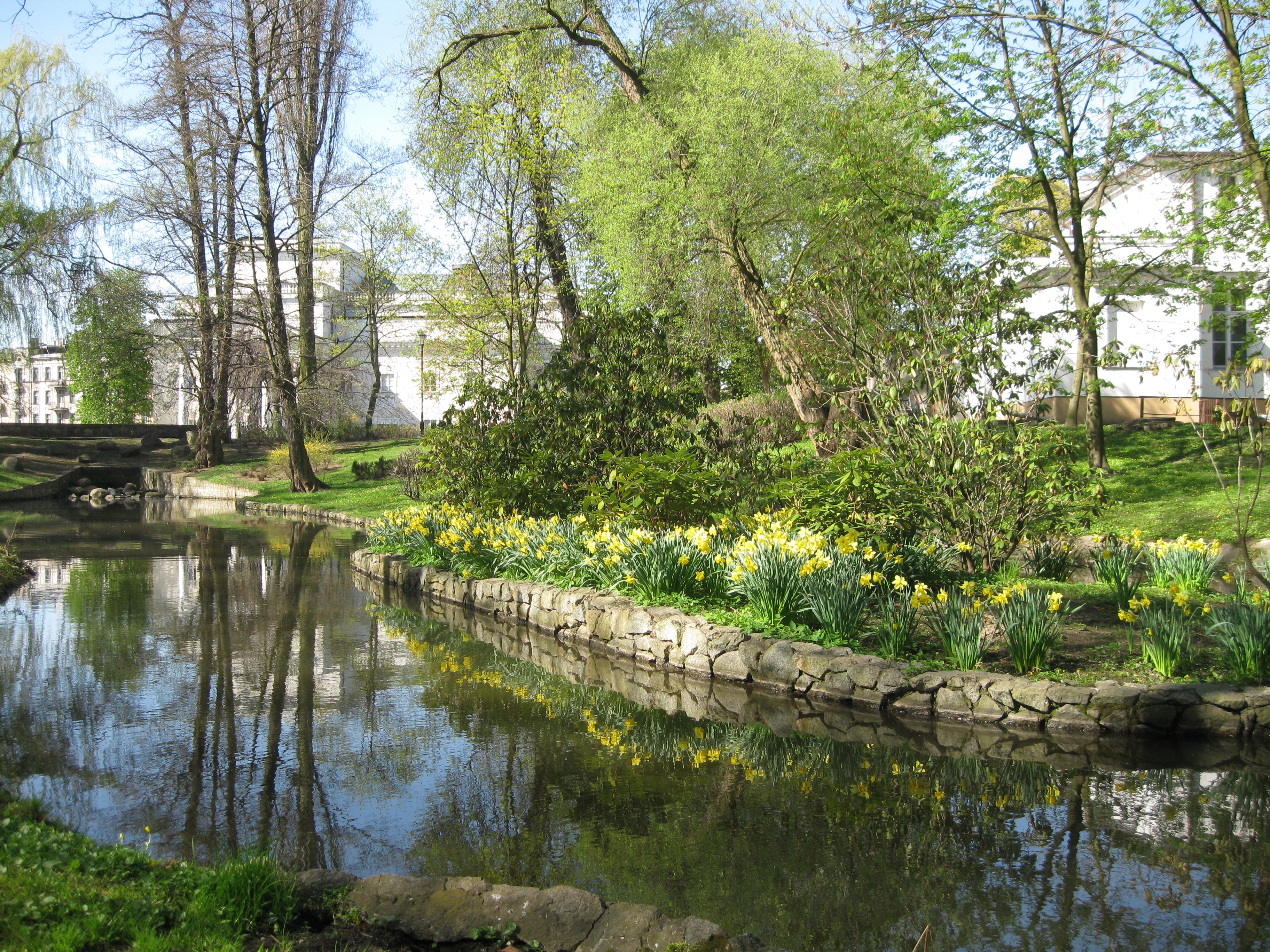
Park Miejski w Kaliszu
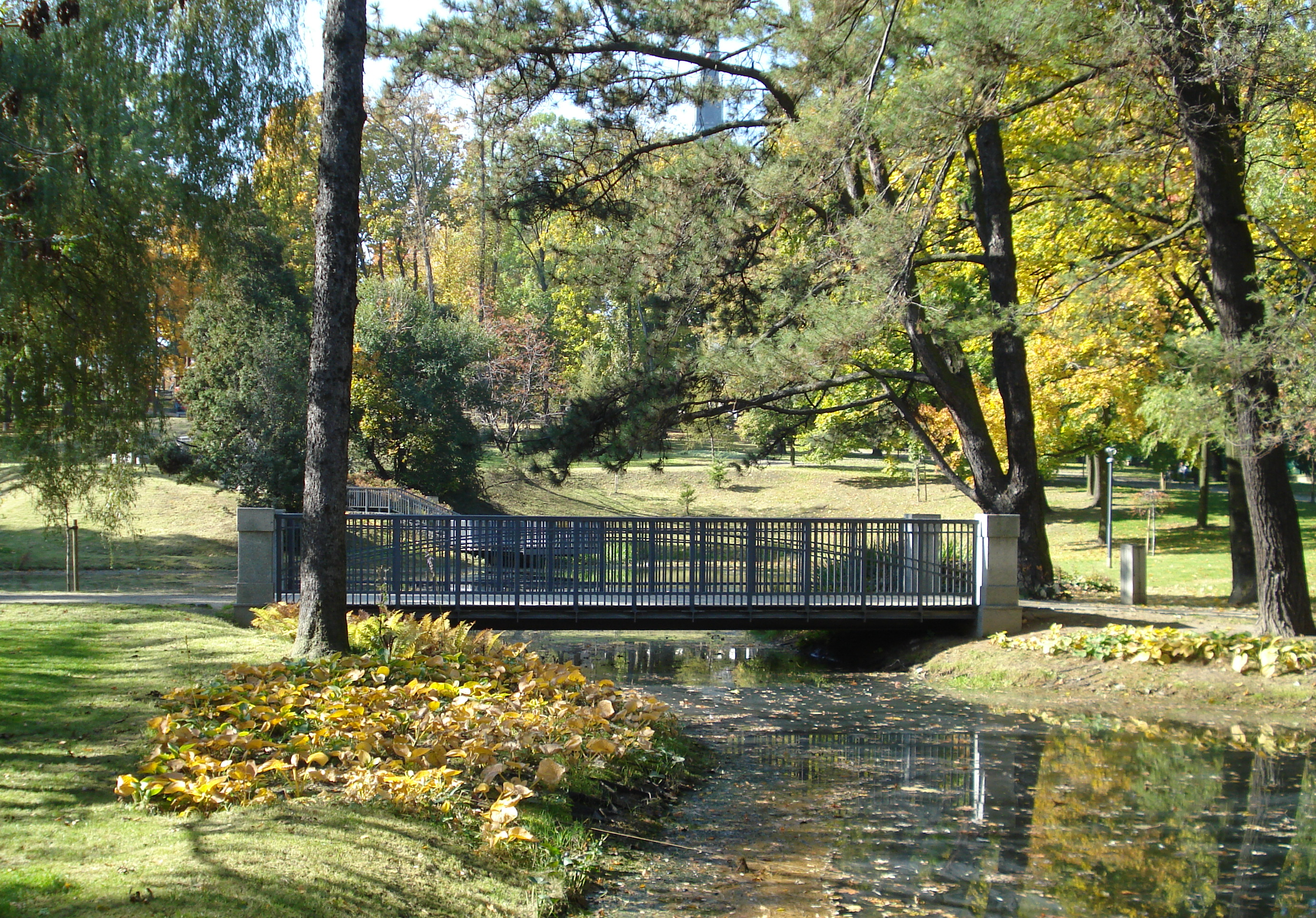
Parki podjasnogórskie w Częstochowie